# International des Feux Loto-Québec
 (juin 2019).
- Si vous ne connaissez pas le sujet, laissez ce bandeau (vous pouvez alors contacter les auteurs).
- Si vous supprimez le contenu mis en cause (vous pouvez préalablement contacter les auteurs),

argumentez précisément cette suppression dans la page de discussion
(un manque de référence n'est pas un argument ; une recherche réelle de référence doit avoir été effectuée, être formellement documentée).

Logo de l'International des Feux Loto-Québec

L'international des feux Loto-Québec, aussi connu sous le nom "Festival des feux d'artifice de Montréal", est la plus importante et prestigieuse compétition pyrotechnique au monde. C'est un événement annuel tenu chaque été à Montréal durant lequel plusieurs firmes présentent chacune un spectacle pyro-musical de 30 minutes. Les trophées, appelés "Jupiter" (d'or, d'argent, et de bronze), sont remis aux gagnants. L'événement s'appelait initialement l'International Benson & Hedges, puis Le Mondial SAQ. Lancés au parc d'attractions La Ronde à Montréal, les feux d'artifice sont visibles de plusieurs endroits, notamment aux abords du fleuve Saint-Laurent, du Vieux-Port ou du pont Jacques-Cartier. À sa création en 1985, l'événement inaugurait la saison du parc d'attractions, en mai et au début de juin.  Progressivement, l'événement a été déplacé vers la haute saison touristique. Il a habituellement lieu de la fin-juin au début du mois d'août, les samedis et mercredis, et le spectacle débute vers 22 h. L'événement attire une foule estimée à 3 millions de spectateurs à chaque année, et comporte plus de 6,000 feux lancés par chacun des pays.

## Historique
Le Concours international d'art pyrotechnique de Montréal a vu le jour en 1985 à La Ronde, le plus grand parc d'attractions du Québec créé dans le cadre de l'Exposition universelle de 1967. Le succès ne se fait pas attendre; les soirs de feux d'artifice, plus de 5,7 millions de personnes se déplacent pour cette grande première. Après un tel succès, les organisateurs décident de répéter le concours l'année suivante. Depuis, ce festival revient chaque été pour le plus grand bonheur des amateurs de la grande région montréalaise et les touristes de toutes provenances.
Au début, le concours présente deux types de spectacles; les feux traditionnels sans musique et les feux pyromusicaux où l'explosion des pièces pyrotechniques est soigneusement synchronisée à une trame musicale. Depuis 1987, tous les feux présentés à La Ronde sont de type pyromusical.
Le concours s'est peu à peu taillé une place au sommet de l'industrie de la pyrotechnie et les meilleures firmes du monde visent maintenant Montréal pour atteindre la plus haute distinction dans leur domaine. Pendant les 33 années du concours, les spectateurs ont pu applaudir des représentants de 27 pays d'Amérique du Nord, du Sud, d'Europe, d'Asie, d'Afrique et d'Océanie. En tout, 94 firmes ont participé à la compétition et elles ont lancé un total de 297 feux d'artifice d'une durée minimale prévue de 30 minutes (en plus de deux feux courts lors des remises de prix en 2009 et 2010), dont 254 feux en compétition (un ou deux feux hors-concours étant présentés chaque année).
En 2020, la présidente de La Ronde, Janine Durette, annonce que l'édition est rapporté l'an prochain à cause de la pandémie de Covid-19.

## Les Jupiter
Les trophées qui sont remis chaque année aux gagnants se nomment les Jupiter. Trois gagnants sont décernés et reçoivent les Jupiter d'or, d'argent et de bronze. En 2004, un seul Jupiter a été exceptionnellement remis, le Jupiter platine. Les Jupiter sont devenus des symboles prestigieux au sein de l'industrie pyrotechnique, une marque de reconnaissance inégalée pour les lauréats. La référence du trophée provient de la mythologie romaine dans laquelle Jupiter apparaît comme le dieu du ciel, de la lumière diurne et des éléments tels que la foudre ou le tonnerre.

### Les critères d'évaluation
Les critères d'évaluation sont les suivants:
Pièces pyrotechniques :  la diversité et la qualité des pièces ainsi que la diversité et la richesse des couleurs
Synchronisation : la précision de la simultanéité entre la musique, les effets sonores et les éléments d'artifice
Bande sonore : les enchaînements et le choix musical
Conception technique : l'utilisation de l'espace, la densité des produits et la constance à savoir la qualité du feu soutenue tout au long
Conception pyromusicale : la musique en lien avec la quantité et le choix des pièces pyrotechniques, l'originalité et la dynamique rythmique de la prestation pyromusicale

### Art pyromusical
La synchronisation pyromusicale est un art qui se maîtrise avec l'expérience. Les firmes qui participent au concours possèdent les compétences requises pour se distinguer au sommet de l'art pyromusical. Les artificiers qui imaginent des feux pyromusicaux de 30 minutes ne sont pas de simples artificiers, ils sont des concepteurs artistiques.
Les feux présentés à Montréal font souvent l'objet d'un synopsis de départ à partir duquel le  concepteur choisit sa musique. Le choix musical détermine le rythme et le sens que l'artiste veut donner à son feu. L'étape cruciale consiste ensuite à sélectionner les pièces pyrotechniques en fonction de leurs caractéristiques esthétique et technique. Il ne suffit pas de retenir une bombe dorée ou une chandelle romaine, il importe de tenir compte des secondes ou fractions de seconde entre la mise à feu d'une pièce et son déploiement. Développer un plan de tir de 30 minutes nécessite ainsi des heures et des heures de travail.

### Liste des pays représentés par les récipiendaires depuis la fondation de la compétition
| Année | Jupiter d'or             | Jupiter d'argent             | Jupiter de bronze | Autres prix                                              |
| ----- | ------------------------ | ---------------------------- | ----------------- | -------------------------------------------------------- |
| 1985  | France (P) et Japon (C)  | Italie (P) et États-Unis (C) | *                 | Espagne (mention honorable)                              |
| 1986  | Espagne (P) et Chine (C) | France (P) et États-Unis (C) | *                 |                                                          |
| 1987  | États-Unis               | Allemagne                    | Espagne           | Allemagne (Jupiter musical)                              |
| 1988  | Espagne                  | Allemagne                    | États-Unis        | États-Unis (Jupiter musical)                             |
| 1989  | Allemagne                | États-Unis                   | Espagne et Canada |                                                          |
| 1990  | France                   | Espagne                      | Suisse            |                                                          |
| 1991  | États-Unis               | Pays-Bas                     | Suisse            | États-Unis (Jupiter musical)                             |
| 1992  | Chine                    | États-Unis                   | Espagne           | Chine (bande sonore)                                     |
| 1993  | Espagne                  | Chine                        | France            | Angleterre (Jupiter spécial)                             |
| 1994  | États-Unis               | Australie                    | Japon             | États-Unis (thème imposé)                                |
| 1995  | Pays-Bas                 | France                       | Italie            |                                                          |
| 1996  | États-Unis               | Espagne                      | Allemagne         |                                                          |
| 1997  | Italie                   | Allemagne                    | Autriche          | Canada (Jupiter spécial - multimédia)                    |
| 1998  | États-Unis               | Italie                       | Espagne           |                                                          |
| 1999  | États-Unis               | Canada                       | Espagne           |                                                          |
| 2000  | Allemagne                | Espagne                      | Australie         |                                                          |
| 2001  | Espagne                  | Australie                    | Taipei chinois    |                                                          |
| 2002  | France                   | Portugal                     | Canada            |                                                          |
| 2003  | Canada                   | Australie                    | Hong Kong         |                                                          |
| 2004  | **                       | **                           | **                | Allemagne (Jupiter platine) Chine et France (finalistes) |
| 2005  | Argentine                | États-Unis                   | Canada            |                                                          |
| 2006  | États-Unis               | France                       | Australie         |                                                          |
| 2007  | Angleterre               | Allemagne                    | États-Unis        |                                                          |
| 2008  | États-Unis               | Australie                    | Chine             |                                                          |
| 2009  | Canada                   | Chine                        | États-Unis        | Canada (bande sonore)                                    |
| 2010  | Canada                   | Suède                        | France            |                                                          |
| 2011  | Italie                   | France                       | Australie         | Australie (bande sonore)                                 |
| 2012  | États-Unis               | Portugal                     | Italie            | France (bande sonore)                                    |
| 2013  | Italie                   | Croatie                      | Espagne           | Italie (bande sonore)                                    |
| 2014  | Canada                   | Australie                    | France            | France (bande sonore)                                    |
| 2015  | Angleterre               | France                       | Hong Kong         | Hong Kong (bande sonore)                                 |
| 2016  | Espagne                  | Suède                        | Suisse            | Chili (bande sonore)                                     |
| 2017  | Angleterre               | France                       | Portugal          | Allemagne (bande sonore)                                 |
| 2018  | Philippines              | Autriche                     | États-Unis        |                                                          |
| 2019  | Portugal                 | Australie                    | États-Unis        | États-Unis (bande sonore)                                |
| 2020  | ***                      | ***                          | ***               | ***                                                      |
| 2021  | ***                      | ***                          | ***               | ***                                                      |
| 2022  | Angleterre               | Hongrie                      | Canada            | Italie (bande sonore)                                    |
| 2023  | Finlande                 | États-Unis                   | Portugal          | États-Unis (bande sonore)                                |
| 2024  | France                   | Canada                       | Japon             | Japon (prix eco) France (bande sonore)                   |

* Non décerné. En 1985 et 1986, des Jupiter d'or et d'argent sont remis dans les catégories «feux pyromusicaux» (P) et «feux classiques» (C).
** Non décernés. En 2004, la compétition réunit des concurrents ayant tous remportés un Jupiter d'or au cours des années précédentes; le prix en jeu est un Jupiter platine, décerné à l'un des trois finalistes.
***Non décernés. Annulation de la compétition à cause de la covid-19.